# Benedikt Sauter
Benedikt Sauter OSB (* 24. August 1835 in Langenenslingen als Roman Sauter, Hohenzollern-Sigmaringen; † 7. Juni 1908 in Prag, Österreichisch-ungarische Monarchie) war ein deutscher Benediktiner der Beuroner Kongregation. Von 1885 bis zu seinem Tod 1908 war er der zweite Abt des Emausklosters in der Prager Neustadt.

## Leben
Benedikt Sauter studierte Theologie an den Universitäten Freiburg und Bonn sowie Kirchenrecht in Rom, wo er 1858 zum Dr. iur. can. promoviert und am 21. Feber 1858 zum Priester geweiht wurde. Anschließend wirkte er kurze Zeit als Kaplan in Bingen bei Sigmaringen sowie als Hofkaplan bei der Fürstin Katharina zu Hohenlohe-Waldenburg-Schillingsfürst. Vermutlich unter dem Einfluss der Brüder Maurus und Placidus Wolter, die er in Rom kennengelernt hatte, entschied er sich, der von diesen gegründeten Benediktinerkommunität in Kleve-Materborn als erster Novize beizutreten. Das Noviziat absolvierte er in der Abtei Solesmes. 1863 trat er in das einen Tag vorher gegründete Kloster Beuron über, das ebenfalls eine Gründung der Brüder Wolter war. Dort legte er am 25. Mai 1863 die Ordensgelübde ab. Sauter war ein hervorragender Kenner des gregorianischen Chorals und – zusammen mit Ambrosius Kienle OSB und Dominicus Johner OSB – einer der prägenden Musiker der Beuroner Gesangsschule. In Beuron wirkte er als Subprior und Novizenmeister sowie als Ortspfarrer.
Nachdem die Benediktiner im Zuge des preußischen Kulturkampfes 1875 Beuron verlassen mussten, erhielt der Konvent zunächst eine Bleibe in Volders, wo Benedikt Sauter 1876 zum Prior ernannt wurde. 1880 konnte die Beuroner Kongregation das Emauskloster in der Prager Neustadt unter Leitung des Beuroner Abtes Maurus Wolter übernehmen. Am 19. April 1885 wurde Benedikt Sauter zu seinem Nachfolger als Abt von Emaus ernannt und am 26. April 1885 durch den Prager Weihbischof Karl Schwarz benediziert. 1887 gründete Sauter die Emautiner Oblatenschule, in der junge Männer für den klösterlichen Beruf vorbereitet und in Gymnasialfächern unterrichtet wurden. Zudem förderte er die Gründung des ersten Beuroner Benediktinerinnenklosters St. Gabriel in Prag-Smíchov. Während seiner Amtszeit wuchs das Emauskloster zu einem der größten Benediktinerkonvente an. Zugleich erreichte es eine geistige Blüte und entwickelte sich zu einem Zentrum der liturgischen Erneuerung. Zudem bekämpfte Benedikt Sauter die deutschnationale Los-von-Rom-Bewegung. Am 7. Juni 1908 starb er in Prag. Nachfolger im Amt des Abtes wurde Albanus Schachleiter.